# Paul Martin Pearson

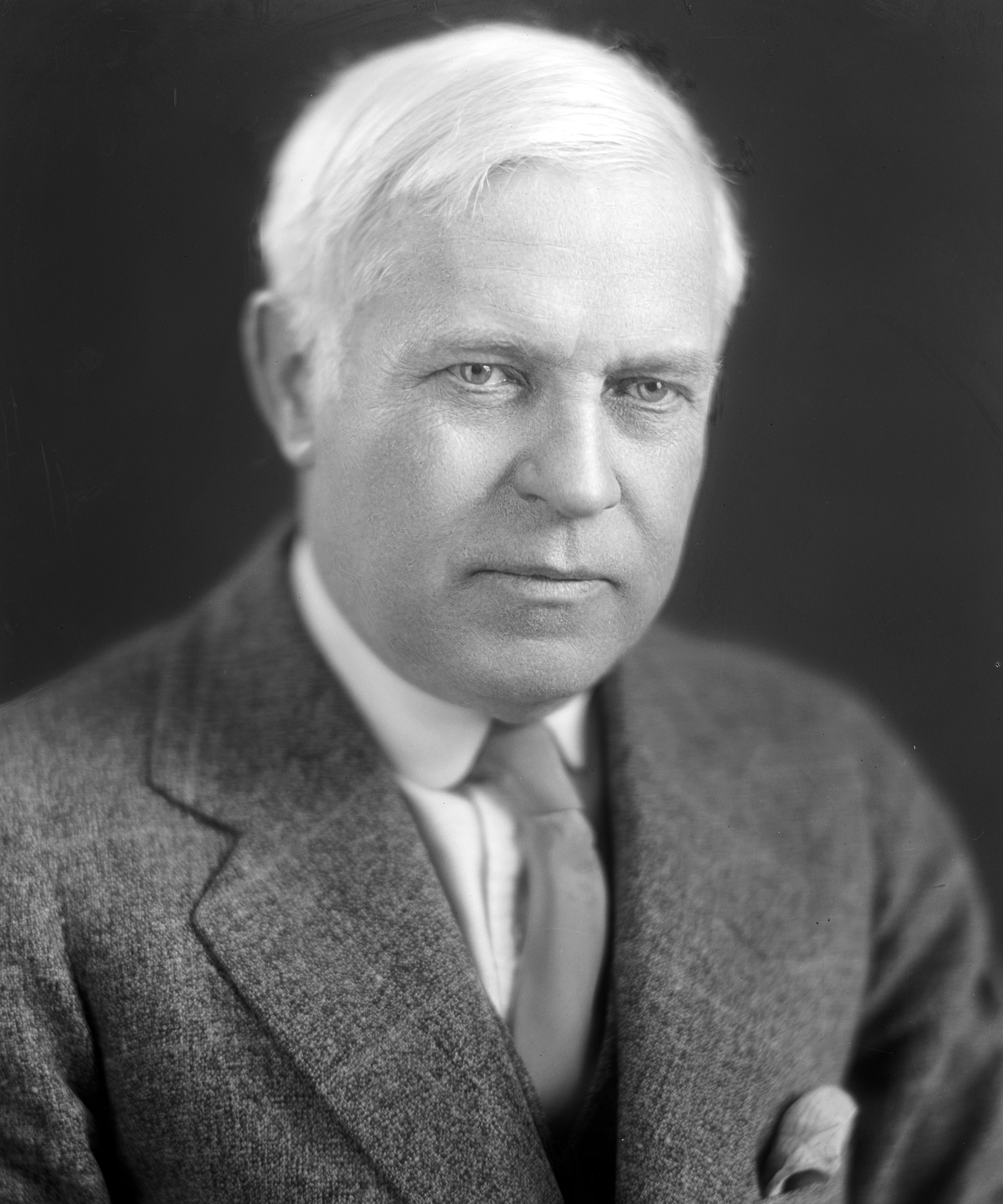
Paul Martin Pearson

Paul Martin Pearson (* 22. Oktober 1871 in Litchfield, Illinois; † 26. März 1938 in San Francisco, Kalifornien) war ein US-amerikanischer Hochschullehrer und Politiker. Zwischen 1931 und 1935 war er der erste zivile Gouverneur der Amerikanischen Jungferninseln.

## Werdegang
Paul Pearson besuchte die Baker University in Kansas und studierte danach an der Northwestern University in Illinois. Dort war er auch für einige Zeit als Lehrer tätig. Später zog er nach Swarthmore in Pennsylvania, wo er am dortigen Swarthmore College Vorlesungen zur Rhetorik (Public Speaking) hielt. Zu diesem Thema verfasste er auch einige Abhandlungen. Er engagierte sich auch in der Chautauqua-Bewegung, die sich mit der Erwachsenenbildung befasste. In diesem Zusammenhang gründete er die Swarthmore Chautauqua Association. Während des Ersten Weltkrieges war Pearson für die Bildungsprogramme der YMCA für die United States Army verantwortlich.
Im Jahr 1931 wurde er von Präsident Herbert Hoover zum ersten zivilen Gouverneur der Jungferninseln ernannt. Bis dahin hatten dort nur Marineoffiziere diese Funktion ausgeübt. Pearson trat sein neues Amt am 18. März 1931 an und hatte es bis zum 21. August 1935 inne. Schon bald gab es in seinem neuen Arbeitsgebiet Schwierigkeiten. Er überwarf sich wegen finanzieller Meinungsverschiedenheiten mit Herbert Brown, dem Leiter des Bureau of Efficiency. Pearson wurde auch Nepotismus vorgeworfen, weil er angeblich Regierungsämter für Freunde schuf. Im Jahr 1933 verhängte er eine fünfprozentige Einfuhrsteuer auf Waren vom amerikanischen Festland. Dies machte ihn noch unbeliebter. Es wurden Stimmen nach seiner Abberufung laut und sogar eine Volksabstimmung zu diesem Thema vorbereitet. Im Februar 1934 musste Pearson private Insolvenz anmelden. Seine Schulden kamen aus seinem Engagement für die Chautauqua-Bewegung in Pennsylvania. Auch in den folgenden Monaten blieb Pearson in den negativen Schlagzeilen. Er wurde in einige Skandale verwickelt und es wurde eine Kommission zur Untersuchung der Vorgänge eingesetzt, die aber nichts ergab. Trotzdem berief ihn Präsident Franklin D. Roosevelt am 21. August 1935 von seinem Posten ab.
Nach dem Ende seiner Zeit als Gouverneur zog Paul Pearson nach San Francisco, wo er am 26. März 1938 verstarb.